# Parafia św. Józefa w Tczewie
Parafia św. Józefa w Tczewie - rzymskokatolicka parafia położona w dekanacie Tczew. 
Jest to parafia tzw. Nowego Miasta. Kościół parafialny pw. św. Józefa umiejscowiony jest na skrzyżowaniu ul. Gdańskiej i Jana III Sobieskiego w kierunku zachodnim.